# Perla minor
Perla minor är en bäcksländeart som beskrevs av Curtis 1827. Perla minor ingår i släktet Perla och familjen jättebäcksländor. Inga underarter finns listade i Catalogue of Life.